# 阿馬利
阿馬利（Amauri，1980年6月3日—），全名為阿馬利·卡華奴·迪·奧利華拉（Amauri Carvalho de Oliveira），是一名足球運動員，出生於巴西。擔任前鋒，曾效力意大利球队。
阿毛里擁有巴西與意大利雙重國籍。未來阿毛里將很有可能在意大利隊而非巴西隊效力。
2010年8月7日凌晨，意大利国家队新帅普兰德利公布了球队下周二与科特迪瓦的热身赛，阿毛里首次入选。

## 外部連結
- 巴勒莫球會網頁 阿馬利資料